# Landkreis Neu Titschein

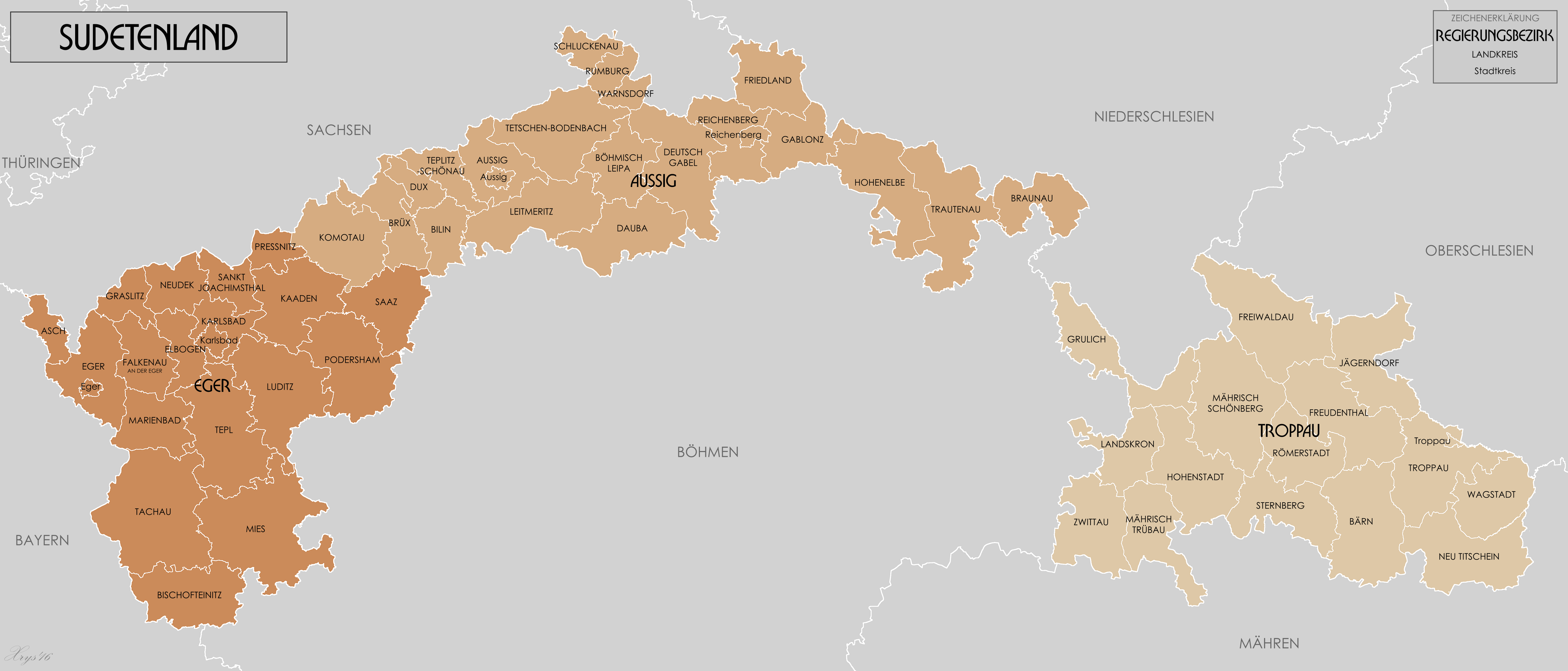
Verwaltungskarte des Reichsgaus Sudetenland

Der deutsche Landkreis Neu Titschein im Regierungsbezirk Troppau, Reichsgau Sudetenland bestand in der Zeit zwischen 1938 und 1945.
Er umfasste am 1. Januar 1945:
- die fünf Städte Fulnek, Freiberg, Neu Titschein, Odrau und Stramberg
- und 67 weitere Gemeinden.

Das Gebiet des Landkreises Neu Titschein hatte am 1. Dezember 1930 86.329 Einwohner, am 17. Mai 1939 84.631 Einwohner und am 22. Mai 1947 69.230 Einwohner.

## Verwaltungsgeschichte

### Tschechoslowakei / Deutsche Besatzung
Vor dem Münchner Abkommen vom 29. September 1938 gehörten die politischen Bezirke Hranice und Nový Jičín zur Tschechoslowakei.
In der Zeit vom 1. bis 10. Oktober 1938 besetzten deutsche Truppen dieses Gebiet bis zur vereinbarten Demarkationslinie. Hranice und Nový Jičín trugen fortan die früheren deutsch-österreichischen Bezeichnungen Mährisch Weißkirchen und Neu Titschein. Hranice umfasste Teile des Gerichtsbezirks Mährisch Weißkirchen, Nový Jičín bestand aus Gemeinden und Gemeindeteilen der Gerichtsbezirke Freiberg, Fulnek, Neu Titschein und Odrau. Seit dem 20. November 1938 führten die beiden politischen Bezirke die Bezeichnung „Landkreis“. Sie unterstanden bis zu diesem Tage dem Oberbefehlshaber des Heeres, Generaloberst Walther von Brauchitsch, als Militärverwaltungschef.

### Deutsches Reich
Tags darauf wurde der Landkreis Mährisch Weißkirchen aufgelöst und die mehrheitlich von Tschechen bewohnten Dörfer Střítež nad Ludinou (Ohrnsdorf), Jindřichov  (Heinrichswald), Luboměř (Laudmer), Spálov (Sponau) und Heltínov (Scherzdorf) der Tschechoslowakei zurückgegeben. Der Landkreis Neu Titschein wurde förmlich in das Deutsche Reich eingegliedert und kam zum Verwaltungsbezirk der Sudetendeutschen Gebiete unter dem Reichskommissar Konrad Henlein. Sitz der Kreisverwaltung wurde die Stadt Neu Titschein.
Im Zuge der Grenzfestlegung vom 20. November 1938 wurden am 24. November 1938 aus dem ehemaligen Gerichtsbezirk Neu Titschein die Gemeinden Hostašovice, Hodslavice, Janovice, Jičina, Kojetín, Starojická Lhota, Mořkov, Palačov, Petřkovice, Straník, Veřovice und der Ortsteil Palačovská Keř der Gemeinde Alt Titschein sowie aus dem ehemaligen Gerichtsbezirk Freiberg die Gemeinden Kateřinice, Mniší, Trnávka und Hájov (ohne den Ortsteil Haschkowetz) an die Tschechoslowakei zurückgegeben.
Ab dem 15. April 1939 galt das Gesetz über den Aufbau der Verwaltung im Reichsgau Sudetenland (Sudetengaugesetz). Danach kamen Teile der Landkreise Mährisch Weißkirchen und Neu Titschein zum Reichsgau Sudetenland und wurden dem neuen Regierungsbezirk Troppau zugeteilt.
Nach der Neugliederung der teilweise zerschnittenen Kreise im Sudetenland zum 1. Mai 1939 blieb der Landkreis Neu Titschein erhalten. Die Reste des Landkreises Mährisch Weißkirchen wurden aufgelöst und auf die umliegenden Kreise verteilt:
- Die zum Deutschen Reich gehörenden Gemeinden und Gemeindeteile des Gerichtsbezirks Mährisch Weißkirchen ohne die Gemeinden Bodenstadt, Botenwald, Fünfzighuben, Gaisdorf, Gerlsdorf (ohne die Ortschaft Neu Würben), Hermsdorf, Klantendorf, Mittelwald, Poschkau, Punkendorf, Schimmelsdorf und Schmiedsau kamen zum Landkreis Neu Titschein,
- Die Gemeinden Bodenstadt, Fünfzighuben, Gaisdorf, Hermsdorf, Mittelwald, Poschkau, Punkendorf und Schmiedsau kamen zum Landkreis Bärn,
- Botenwald, Klantendorf und Schimmelsdorf kamen zum Landkreis Wagstadt,
- Die Gemeinde Gerlsdorf (Ortschaft Neu Würben) wurde dem Landkreis Troppau zugeteilt.

Bei diesem Zustand blieb es bis zum Ende des Zweiten Weltkriegs.
Die deutsche Staatsangehörigkeit erlangte die alteingesessene Bevölkerung am 10. Oktober 1938 durch Sammeleinbürgerung.

### Tschechien
Seit 1945 gehörte das Gebiet zunächst wieder zur Tschechoslowakei. Heute ist es ein Teil der Tschechischen Republik.
Ein großer Teil der deutschsprachigen Bewohner des Landkreises wurden 1945/46 aufgrund der
Beneš-Dekrete enteignet und vertrieben.

## Landräte
1939–1945: Arthur Löffler

## Kommunalverfassung
Bereits am Tag vor der förmlichen Eingliederung in das Deutsche Reich, nämlich am 20. November 1938, wurden alle Gemeinden der Deutschen Gemeindeordnung vom 30. Januar 1935 unterstellt, welche die Durchsetzung des Führerprinzips auf Gemeindeebene vorsah. Es galten fortan die im bisherigen Reichsgebiet üblichen Bezeichnungen, nämlich statt:
- Ortsgemeinde: Gemeinde,
- Marktgemeinde: Markt,
- Stadtgemeinde: Stadt,
- Politischer Bezirk: Landkreis.

## Ortsnamen
Es galten die bisherigen Ortsnamen weiter, und zwar in der deutsch-österreichischen Fassung von 1918.
Haschkowetz wurde 1938 in die Gemeinde Drholetz eingegliedert.
1943 erfolgten folgende Gemeindeveränderungen:
- Groß Petersdorf, Heinzendorf und Klein Petersdorf (Zusammenschluss): Heinzendorf,
- Klogsdorf und Weska (Eingliederung): Stadt Freiberg,
- Neudörfel und Lautsch (Eingliederung): Jogsdorf,
- Mährisch Wolfsdorf und Schlesisch Wolfsdorf (Zusammenschluss): Wolfsdorf bei Fulnek.

## Städte und Gemeinden
(Einwohner 1930/1939)

### Städte
1. Stramberg (3.591/3.524)
2. Neu Titschein (13.997/12.925)
3. Odrau (4.000/4.134)
4. Fulnek  (3.532/3.308)
5. Freiberg in Mähren  (4.882/4.313)

### Gemeinden
1. Alt Titschein, Markt (673/636)[1]
2. Barnsdorf (942/846)
3. Blattendorf (447/407)
4. Blauendorf (565/543)
5. Bölten (1.562/1.554)
6. Daub (234/189)
7. Deutsch Jaßnik (1.118/1.103)
8. Döbischwald (409/422)
9. Dörfel (147/138)
10. Drholetz (881/869)
11. Ehrenberg (934/948)
12. Engelswald (885/923)
13. Freiberg, Stadt (4.882/4.313)
14. Fulnek, Stadt (3.532/3.308)
15. Gerlsdorf (704/831)
16. Grafendorf (98/76)
17. Groitsch (244/216)
18. Groß Hermsdorf (377/404)
19. Großkoschatka (594/553)
20. Groß Petersdorf (497/503)
21. Großpeterswald (1.109/1.074)
22. Gurtendorf (399/378)
23. Hajow (Ortsteil Haschkowetz) (22/?)
24. Halbendorf (312/350)
25. Hausdorf (514/572)
26. Heinzendorf (404/398)
27. Hermitz (350/304)
28. Hurka (321/369)
29. Jastersdorf (226/206)
30. Jogsdorf (333/356)
31. Kamitz (578/579)
32. Klein Hermsdorf (239/241)
33. Kleinolbersdorf (1.075/1.073)
34. Klein Petersdorf (376/368)
35. Kleinpeterswald (393/390)
36. Kletten (357/292)
37. Klogsdorf (1.584/1.430)
38. Köttnitz (448/481)
39. Kunewald (2.016/1.891)
40. Kunzendorf I (332/287)
41. Kunzendorf II (352/403)
42. Laudmer (622/631)
43. Lautsch (402/380)
44. Liebisch (1.736/1.864)
45. Lilien (215/217)
46. Lindenau (346/373)
47. Litschel (159/160)
48. Lutschitz (206/202)
49. Mährisch Wolfsdorf (174/144)
50. Mankendorf (811/757)
51. Nesselsdorf, Markt (4.759/4.828)
52. Neudek (316/316)
53. Neudörfel (169/168)
54. Partschendorf (1.890/1.872)
55. Pohl (717/637)
56. Pohorsch (402/382)
57. Prchalau (238/232)
58. Reimlich (1.140/1.234)
59. Sawersdorf (929/922)
60. Schlesisch Wolfsdorf (263/268)
61. Schönau (3.218/3.011)[2]
62. Sedlnitz (1.750/1.805)
63. Seitendorf (837/899)
64. Seitendorf bei Zauchtel (1.107/1.129)
65. Senftleben (1.154/1.189)
66. Söhle (2.253/2.054)[3]
67. Sponau, Markt (1.282/1.238)
68. Stachenwald (590/613)
69. Stikowitz (176/162)
70. Taschendorf (327/343)
71. Waltersdorf (501/506)
72. Werdenberg (179/185)
73. Weska (569/495)
74. Wessiedel (417/418)
75. Wetrkowitz (479/493)
76. Wolfsdorf (431/436)
77. Zauchtel (2.496/2.493)

## Belege
1. ↑  Im Jahr 1900 hatte das Dorf Alt Titschein   657 tschechische Einwohner, vergleiche Meyers Großes Konversations-Lexikon. 6. Auflage, Band 14, Leipzig und Wien 1908, S. 583, siehe Eintrag Neutitschein.
2. ↑  Im Jahr 1900 hatte das Dorf Schönau  2.584 deutsche Einwohner, vergleiche Meyers Großes Konversations-Lexikon. 6. Auflage, Band 14, Leipzig und Wien 1908, S. 583, siehe Eintrag Neutitschein.
3. ↑  Im Jahr 1900 hatte das Dorf Söhle  2.382 deutsche Einwohner, vergleiche Meyers Großes Konversations-Lexikon. 6. Auflage, Band 14, Leipzig und Wien 1908, S. 583, siehe Eintrag Neutitschein.